# جوناس مينديس
جوناس مينديس (مواليد 20 نوفمبر 1989) في بيساو، هو لاعب كرة قدم من غينيا بيساو، يلعب في مركز حارس المرمى لصالح نادي بيرا مار في الدوري البرتغالي الممتاز. وهو الحارس الثالث للفريق.

## روابط خارجية
- جوناس مينديس على موقع الاتحاد الدولي (مؤرشف)  (الإنجليزية)
- جوناس مينديس على موقع قاعدة بيانات كرة القدم.إي يو (الإنجليزية)
- جوناس مينديس على موقع ناشيونال فوتبول تيمز (الإنجليزية)
- جوناس مينديس على موقع Soccerway.com (الإنجليزية)